# Erich Harsch
Erich Harsch (* 28. Oktober 1961 in Wien) ist ein österreichischer Manager im deutschen Einzelhandel. Er ist seit dem 1. Januar 2020 Vorsitzender des Vorstands der Hornbach Baumarkt AG. Zu seinem Verantwortungsbereich zählen die Ressorts Strategische Entwicklung, Operating Märkte, Verkauf und Services und Immobilien.
Bis zu seinem Wechsel in den Vorstand gehörte er seit Juli 2013 dem Aufsichtsrat der Hornbach Baumarkt AG an. Daneben war er auch Mitglied in den Aufsichtsgremien der Hornbach Holding AG & Co. KGaA (seit Januar 2014) und der Hornbach Management AG (seit Oktober 2015).
Davor war Erich Harsch von 2008 bis zu seinem Wechsel zur Hornbach Baumarkt AG Vorsitzender der Geschäftsführung des Unternehmens dm-drogerie markt in Karlsruhe, in welchem er 1981 seine Karriere im Bereich EDV begonnen hatte. 1987 übernahm er dort die Leitung der Anwendungsentwicklung und hatte damit seine erste Führungsposition inne. 1992 wurde er IT-Geschäftsführer der dm-Tochtergesellschaft Filiadata (heute dmTECH), die sich um die IT des Drogeriehändlers kümmert, und damit gleichzeitig Mitglied der dm-Geschäftsleitung, zuerst als Prokurist und ab 2003 als Geschäftsführer. In dieser Zeit hatte er zudem Mandate im Aufsichtsrat der GS1 Germany, zeitweise auch als dessen Vorsitzender, sowie des DIHK Handelsausschusses und der Karlsruher IHK Vollversammlung inne. Des Weiteren ist er Präsidiumsmitglied des MMM-Club e.V., Wettenberg.